# マフムード・ジブリール
マフムード・ジブリール （アラビア語: محمود جبريل、Mahmoud Jibril（またはJabril、Jebril、Gebril）、1952年5月28日 - 2020年4月5日）は、リビアの政治家。2011年リビア内戦においてカッザーフィー政権と戦ったリビア国民評議会では執行委員会（幹部会）委員長、国際担当責任者を務め、それぞれ暫定政府の首相、外務大臣に相当する。国民勢力連合党首を務めた。

## 経歴
1975年カイロ大学を卒業した。同大学では政治学と経済学を修めた。その後、アメリカピッツバーグ大学に留学し、1980年政治学で修士号を、1985年に政治学博士号をそれぞれ取得している。ジブリールはその後、数年間にわたってピッツバーグ大学で教壇に立ち、戦略的計画、政策意思決定に関して10冊の著作を著した。その中には『アメリカの対リビア政策　イメージとイデオロギー　1969年から1982年』（Imagery and Ideology in U.S. Policy Toward Libya, 1969–1982）がある。
ジブリールはアラブ研究チームを体系化し指導した。1987年と1988年の両年には、最初のアラブ世界研究大会を開催し、大会の運営に当たった。また、バーレーン、エジプト、ヨルダン、クウェート、リビア、モロッコ、サウジアラビア、チュニジア、アラブ首長国連邦のアラブ諸国、トルコとイギリスで上級管理者のための教育プログラムを管理運営した。
2007年から2011年初旬まで、カダフィ政権の下で国家経済開発委員会議長 を務めリビア経済の自由化と民営化を推進した。

### リビア国民評議会

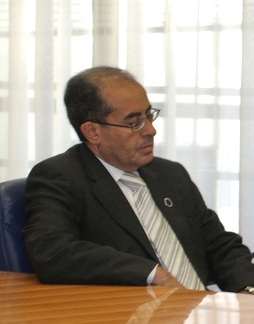
2011年5月28日

リビア内戦で反カダフィ勢力によってリビア国民評議会が組織されると、カダフィ政権から離反し、国民評議会に参加した。2011年3月23日、暫定内閣として同評議会内に執行委員会（幹部会）が設置されると、委員長に選出され、事実上の暫定首相に就任した。暫定首相として、ニコラ・サルコジ、フランス大統領と会談しリビア国民評議会をリビアを代表する唯一の正統政府に承認させるよう交渉し、成功した。またウィリアム・ヘイグ英外相やジーン・クレッツ駐リビア米国大使と会談し、交渉の結果、米英両国の国民評議会に対する公式支持で一致した。
国民評議会執行委員長に就任してからのジブリールは、対外的には公式に暫定首相、執行委員会（幹部会）委員長と国民評議会のホームページによって発表されている。また、国民評議会内では最上級の外交官として、非公式な職名ではあるが、国民評議会の外相としても認知されている。アルジャジーラ英語版は、国民評議会の「参謀総長」と報道した。
国際社会からの国民評議会の承認が広がる中で、7月28日に国民評議会の軍司令官が暗殺され、カダフィ側によるものとも、内部対立によるものとも言われた。その後は評議会内部の対立による可能性が強まり、この事件を受け8月8日には内閣を総辞職させ、閣僚の入れ替えを余儀なくされた。
9月18日には暫定政権を発足させると見られていたが難航し、9月中の発足を目指していたが、9月29日に当面延期すると表明、また自身の新政権への参加も否定した。過去にカダフィ政権において要職を務めたジブリールに反発する声があり、このことが自らを首相とする暫定政権の発足を困難とさせてきたとされる。10月23日に暫定首相を辞任。2012年2月国民勢力連合を設立。
2012年9月12日、国民議会における首相選出選挙でムスタファー・アブーシャーグールに96対94の僅差で敗れ首相の座を逃した。なお、そのアブーシャーグールも期限内の組閣に失敗し10月7日に首相を解任されている。国民勢力連合はその後に暫定首相に就任したアリー・ゼイダーンを支持する立場である。
2013年からは外国に拠点を移した。
2020年3月21日に心停止のためエジプトのカイロにあるガンズーリ専門病院に入院。3日後に新型コロナウイルス検査で陽性となり、4月5日に死去。

## 著作
- el-Warfally, Mahmoud G., 『アメリカの対リビア政策　イメージとイデオロギー　1969年から1982年』Imagery and Ideology in U.S. Policy Toward Libya, 1969-1982, ピッツバーグ大学出版局; (Dec 1988), ISBN 978-0822935803